# Lobocleta punctofimbriata
Lobocleta punctofimbriata är en fjärilsart som beskrevs av Alpheus Spring Packard 1873. Lobocleta punctofimbriata ingår i släktet Lobocleta och familjen mätare. Inga underarter finns listade i Catalogue of Life.